# Messor andrei
Messor andrei är en myrart som först beskrevs av Mayr 1886.  Messor andrei ingår i släktet Messor och familjen myror. Inga underarter finns listade i Catalogue of Life.

## Bildgalleri

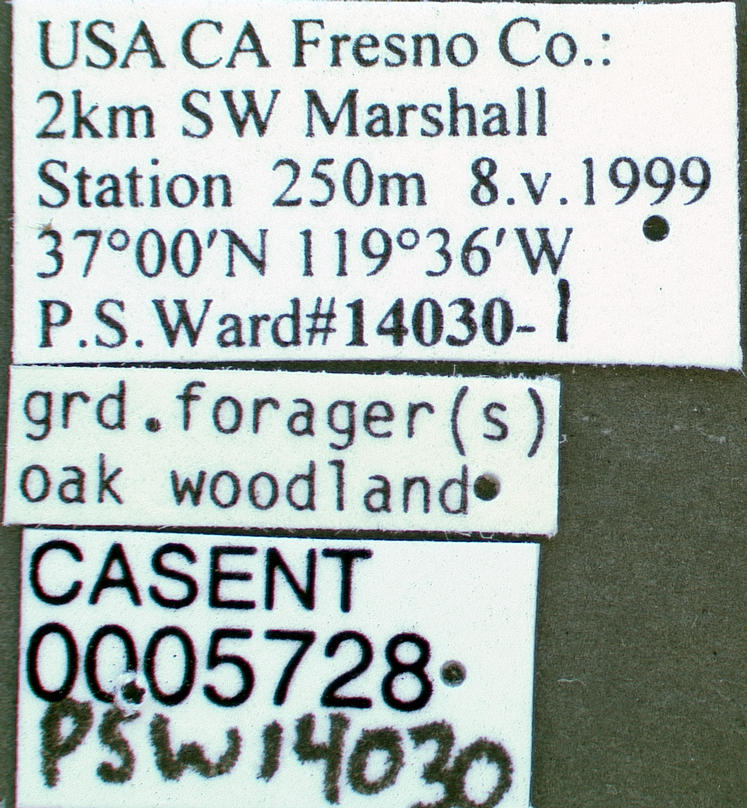
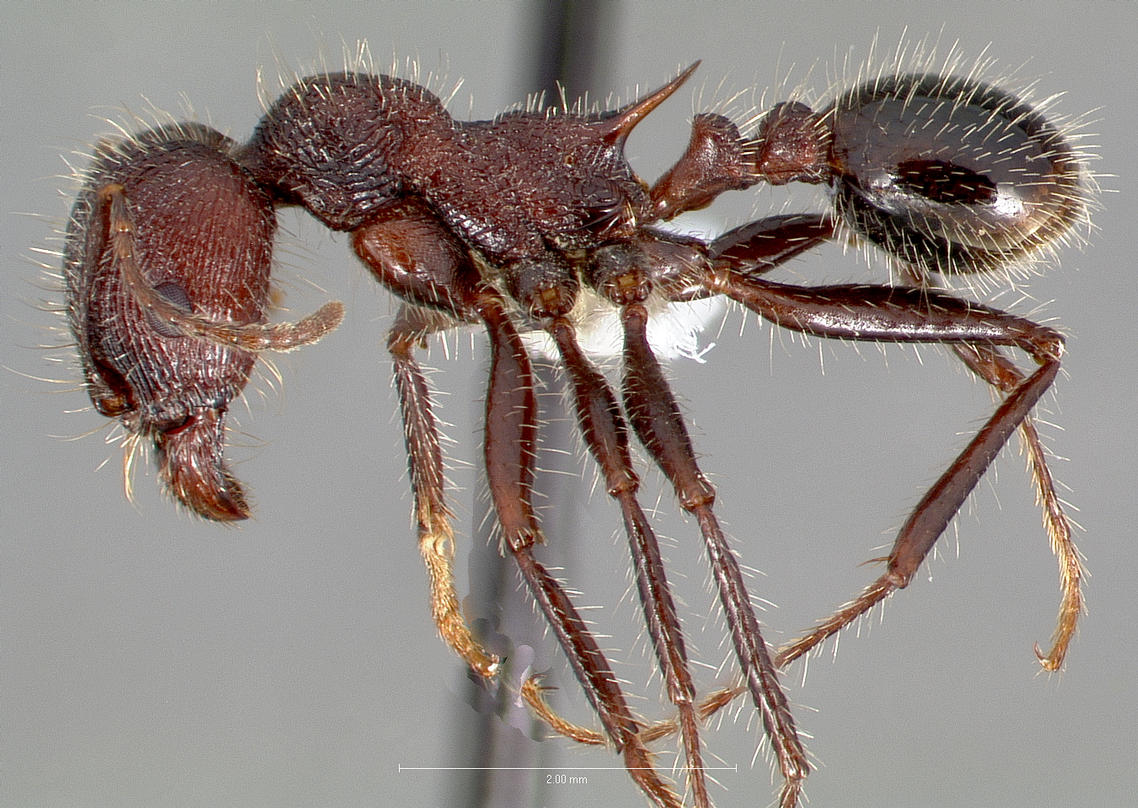